# شون أوغوري
شون أوغوري (باليابانية: 小栗 旬) (بالروماجي: Oguri Shun) هو ممثل ياباني من مواليد 26 ديسمبر 1982 في كودايرا، طوكيو، اليابان. بدأ مسيرته الفنية عام 1994.

## الأعمال

### أفلام
| السنة | العنوان         | الدور        |
| ----- | --------------- | ------------ |
| 2006  | شبح القطار      | شونيتشي      |
| 2012  | إخوة الفضاء     | نانبا موتا   |
| 2019  | لم يعد بشرا     | أوسامو دازاي |
| 2021  | غودزيلا ضد كونغ | رين سيريزاوا |

### مسلسلات
| السنة | العنوان                                    | الدور                     |
| ----- | ------------------------------------------ | ------------------------- |
| 1998  | غريت تيتشر أونيزوكا                        | نوبورو يوشيكاوا           |
| 2002  | جوكسين                                     | هاروهيكو أوتشياما / أوتشي |
| 2006  | المحقق كونان: تحدي الكتابة لشينتشي كودو    | سينشي كودو                |
| 2007  | عودة سينشي كودو! مواجهة مع المنظمة السوداء | سينشي كودو                |
| 2010  | واغايا نو ريكيشي                           | كين تاكاكورا              |
| 2011  | أراكاوا أندر ذا بريدج                      | زعيم القرية سونشو         |
| 2017  | ازمة                                       | هانازاوا روي              |
| 2018  | ابتداء من اليوم، حان دوري                  | حلاق في صالون جينجي       |

### تمثيل صوتي
| السنة | العنوان                                  | الدور          |
| ----- | ---------------------------------------- | -------------- |
| 2005  | الخيميائي الفولاذي - الفيلم: محتل شامبلا | ألفونس هايدريش |
| 2006  | كوكب ملك الوحوش                          | سيجورد هيزا    |
| 2007  | ركوب الأمواج                             | كودي مافريك    |
| 2010  | رينبو: نيشا روكوبو نو شيتشينين           | ماريو ميناكامي |
| 2013  | هارلوك: قرصان الفضاء                     | الكابتن هارلوك |
| 2016  | ون بيس: غولد                             | الكنز المجنون  |
| 2019  | أغير الطقس معك                           | كيسوكي سوغا    |

## وصلات خارجية
- شون أوغوري على موقع IMDb (الإنجليزية)
- شون أوغوري على موقع روتن توميتوز (الإنجليزية)
- شون أوغوري على موقع ألو سيني (الفرنسية)
- شون أوغوري على موقع أول موفي (الإنجليزية)
- شون أوغوري على موقع قاعدة بيانات الفيلم (الإنجليزية)
- شون أوغوري على موقع كينوبويسك (الروسية)
- شون أوغوري على موقع ANN person (الإنجليزية)
- الموقع الإلكتروني